# エリオット・ストーク
エリオット・ストーク（Elliott Stooke、1993年9月10日 - ）は、ジャパンラグビーリーグワンレッドハリケーンズ大阪に所属するラグビー選手。

## プロフィール
- イングランド・ウスター出身[1]。
- ポジションはロック(LO)。
- 身長 198cm、体重 116kg
- U20イングランド代表に選ばれたことがある[2]。

## 略歴
グロスター、ロンドン・アイリッシュ、バース、ワスプス、ブリストル・ベアーズ、モンペリエ、バース、2024年、レッドハリケーンズ大阪に加入。同年12月22日に行われたJAPAN RUGBY LEAGUE ONE第1節グリーンロケッツ東葛戦にて先発出場でリーグワン公式戦初出場を果たした。